# Khèn
Il khèn (trascrizione IPA: ˈkɛːn; trascritto anche khene, khaen, kaen e khen; in lingua lao: ແຄນ; in lingua thai: แคน, RTGS: khaen; in lingua vietnamita: khèn; in lingua khmer: គែន, trascr.: ken) è uno strumento a fiato ad ancia libera tipico della tradizione rurale del Laos e del vicino Isan (Thailandia del Nordest). Viene impiegato in ambiti più circoscritti anche in Cambogia e nel Vietnam. Rappresenta l'equivalente nel Sud-est asiatico dello sheng cinese e dello sho giapponese. Tutti questi strumenti sono detti organi a bocca.

## Origini
È uno strumento antico ed è stata avanzata l'ipotesi che sia stato concepito nell'Età del bronzo, tra il 3000 a.C. ed il 1200 a.C. I cinesi fabbricarono il primo sheng basandosi sul preesistente khèn del Sud-est asiatico.

## Descrizione
È formato da 14 o 16 canne di bambù legate assieme alle estremità e disposte su due file aventi coppie di canne con altezza diversa tra loro. Nella parte centrale sono collegate tra loro da un congegno su cui è fissata l'ancia, che può essere in ottone o in argento ed è posizionata sulla coppia più lunga di canne. Ciascuna delle canne presenta un foro che permette di suonare lo strumento. Maggiore è la lunghezza della canna e più basso è il suono che produce. Lo strumento viene di solito suonato tenendo le canne in verticale. Produce suono sia quando l'aria viene soffiata che quando viene aspirata. Presso alcune minoranze etniche presenti in Laos e in Vietnam sono utilizzati strumenti simili che vengono a loro volta chiamati khèn, ma sono composti da sole 6 canne.

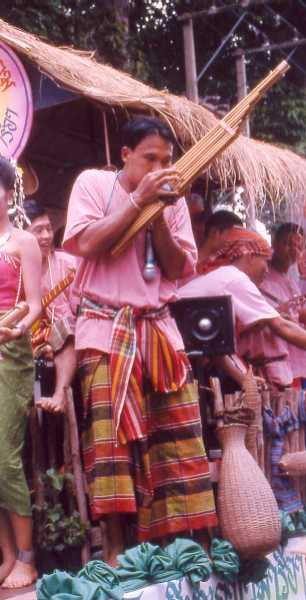
Un suonatore di khèn ad un festival di Ubon Ratchathani

## In Laos
Il khèn in Laos è considerato lo strumento più importante della musica folk nazionale, ma non viene impiegato per la musica classica laotiana. Il khèn laotiano ha per tradizione 14 canne, ma nel XX secolo è stato introdotto nel Paese il modello a 16 canne ed attualmente entrambi i modelli sono utilizzati. Viene suonato soprattutto per l'accompagnamento degli interpreti vocali (mo lam) delle canzoni tradizionali (lam), della quale è lo strumento più significativo; meno frequentemente viene suonato da solo o con altri strumenti. Il suonatore di khèn nelle canzoni lam viene chiamato mo khèn. Esistono diversi stili per suonarlo, che possono dipendere da quale zona del Paese ha origine il brano o in quale occasione viene suonato lo strumento. Accompagna diverse cerimonie e particolari riti, come i canti per chiedere agli spiriti del cielo (lam phi fa) di guarire dalle malattie. Nelle lam nithan accompagna canti a carattere epico sulle reincarnazioni di Buddha. Il genere lam poem, nel quale si narravano storie accompagnandosi con il khèn, nel 1930 fu trasformato in lam leuang, con cui il cantastorie si esibisce anche come attore e indossa costumi di scena.

## In Thailandia
In Thailandia lo strumento ha 16 canne ed è tipico dell'Isan, il nord-est del Paese, dove la maggioranza degli abitanti sono discendenti dei laotiani deportati dai thai nel XIX secolo, dopo che i regni laotiani erano stati sottomessi dalle truppe di Bangkok. In Isan, dove hanno conservato la lingua e la cultura in genere del Laos, il khèn viene suonato ad un ritmo più elevato e con maggior virtuosismo. Viene inoltre suonato più spesso da solo o associato ad altri strumenti di quanto non avvenga in Laos, anche se le caratteristiche musicali sono fondamentalmente le stesse. Sebbene il khèn sia suonato quasi esclusivamente da musicisti dell'Isan, le lam sono molto popolari in tutto il Paese, anche per le continue emigrazioni degli abitanti del nord-est in quasi tutte le regioni della Thailandia. Il genere di lam suonato nella provincia di Champasak del Laos si basa sul suono del khèt ed è molto simile a quello suonato nella vicina provincia di Ubon Ratchathani, in Thailandia. Il lam leuang del Laos giunse nel 1932 in Isan, dove vent'anni dopo subì una trasformazione, quando alcuni locali attori iniziarono ad esibire in gruppo il lam leuang, e questa variante prese il nome di lam mu.

## In Vietnam
Il khèn viene suonato in Vietnam solo in alcune zone, tra cui quelle a cavallo della frontiera con il Laos, dove vivono minoranze etniche che fanno parte dei popoli tai, come gli stessi laotiani, con lingue e tradizioni molto diverse da quelle dei vietnamiti. In entrambi i lati della frontiera si è conservata la tradizione delle 14 canne e a volte lo strumento ne presenta solo 10. In queste zone prevalgono le khap sam neua, canti accompagnati dal khèm che hanno origine a Sam Neua, capoluogo della provincia di Houaphan in Laos. I tai dam del Vietnam suonano le khap tai dam con modelli di khèt molto diversi che producono suoni e sono associate a canti a loro volta molto diversi. Tra le altre minoranze che suonano il khèt in Vietnam vi sono i muong e i hmong, anch'essi insediati nelle zone montane in prossimità della frontiera laotiana.

## In Cambogia
Il khèn viene utilizzato in Cambogia nella zona di confine con il Laos, nella provincia di Stung Treng. Ha un ruolo importante e dà il nome alle rappresentazioni teatrali lakhaon ken (teatro khèn), in cui danze e dialoghi minimali sono accompagnati dal suono del khèn. Questa forma di musical ebbe inizio nel 1942.

## Suonatori famosi
Tra i più famosi suonatori di khèn in Thailandia c'è il solista cieco Sombat Simla. All'estero si sono distinti il professor Christopher Adler della University of San Diego,, il musicista britannico Clive Bell, il musicista canadese Randy Raine-Reusch, che ha suonato lo strumento negli album Pump degli Aerosmith(1989), To the Faithful Departed dei Cranberries e The Ladder degli Yes, e lo statunitense Jaron Lanier. Particolare importanza hanno avuto il californiano Jonny Olsen, primo straniero a vincere un concorso di khèn in Thailandia nel 2005, e l'ex sassofonista dei Gong Didier Malherbe, che lo ha suonato spesso nel suo gruppo Hadouk e che nel 2003 ha aperto un laboratorio musicale in Laos con suonatori locali.